# ウッドフォード郡 (イリノイ州)

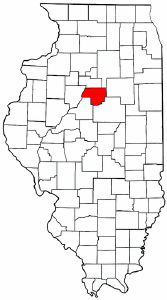
イリノイ州内の位置

ウッドフォード郡 (Woodford County) は、アメリカ合衆国イリノイ州に位置する郡である。人口は35,469人（2000年）。郡庁所在地はEurekaである。

## 地理
アメリカ合衆国統計局によると、この郡は総面積1,406 km2 (543 mi2) である。このうち1,367 km2 (528 mi2) が陸地で38 km2 (15 mi2) が水地域である。総面積の2.73%が水地域となっている。

## 人口動静
2000年国勢調査で、この郡は人口35,469人、12,797世帯、及び9,802家族が暮らしている。人口密度は26/km2 (67/mi2) である。10/km2 (26/mi2) の平均的な密度に13,487軒の住宅が建っている。この郡の人種的な構成は白人98.47%、アフリカン・アメリカン0.25%、先住民0.17%、アジア0.31%、太平洋諸島系0.01%、その他の人種0.14%、及び混血0.65%である。ここの人口の0.68%はヒスパニックまたはラテン系である。
この郡内の住民は26.70%が18歳未満の未成年、18歳以上24歳以下が8.70%、25歳以上44歳以下が26.20%、45歳以上64歳以下が23.60%、及び65歳以上が14.80%にわたっている。中央値年齢は38歳である。女性100人ごとに対して男性は95.50人である。18歳以上の女性100人ごとに対して男性は92.90人である。
この郡の世帯ごとの平均的な収入は51,394米ドルであり、家族ごとの平均的な収入は58,305米ドルである。男性は42,150米ドルに対して女性は25,251米ドルの平均的な収入がある。この郡の一人当たりの収入 (per capita income) は21,956米ドルである。人口の4.30%及び家族の2.90%は貧困線以下である。全人口のうち18歳未満の5.80%及び65歳以上の4.20%は貧困線以下の生活を送っている。

## 都市及び町
- ベンソン
- コンガービル
- エルパソ
- ジャーマンタウンヒルズ
- Eureka
- Bay View Gardens
- Kappa
- Metamora
- Minonk
- Panola
- Roanoke
- Secor
- Spring Bay

1. ↑   Find a County, National Association of Counties 2011年6月7日閲覧。
2. ↑   American FactFinder, United States Census Bureau 2008年1月31日閲覧。